# Heteranthera reniformis
Genre
Heteranthera reniformis est une espèce de plante du genre Heteranthera de la famille des Pontederiaceae décrite pour la première fois par Ruiz et Pav. en 1794.

## Aire géographique
Cette espèce se trouve exclusivement en Amérique, notamment en Amérique du Nord aux États-Unis et au Mexique et en Amérique du Sud au Guatemala, au Honduras, au Nicaragua, au Panama, au Salvador, en Bolivie, en Équateur, au Pérou, en Argentine et au Paraguay.